# Văratic (Rîșcani)
Văratic è un comune della Moldavia situato nel distretto di Rîșcani di 2.253 abitanti al censimento del 2004